# Гюльцов-Прюцен
Гюльцов-Прюцен (нім. Gülzow-Prüzen) — громада в Німеччині, розташована в землі Мекленбург-Передня Померанія. Входить до складу району Росток. Складова частина об'єднання громад Бютцов-Ланд.
Площа — 58,18 км2. Населення становить 1584 ос. (станом на 31 грудня 2020).

## Галерея

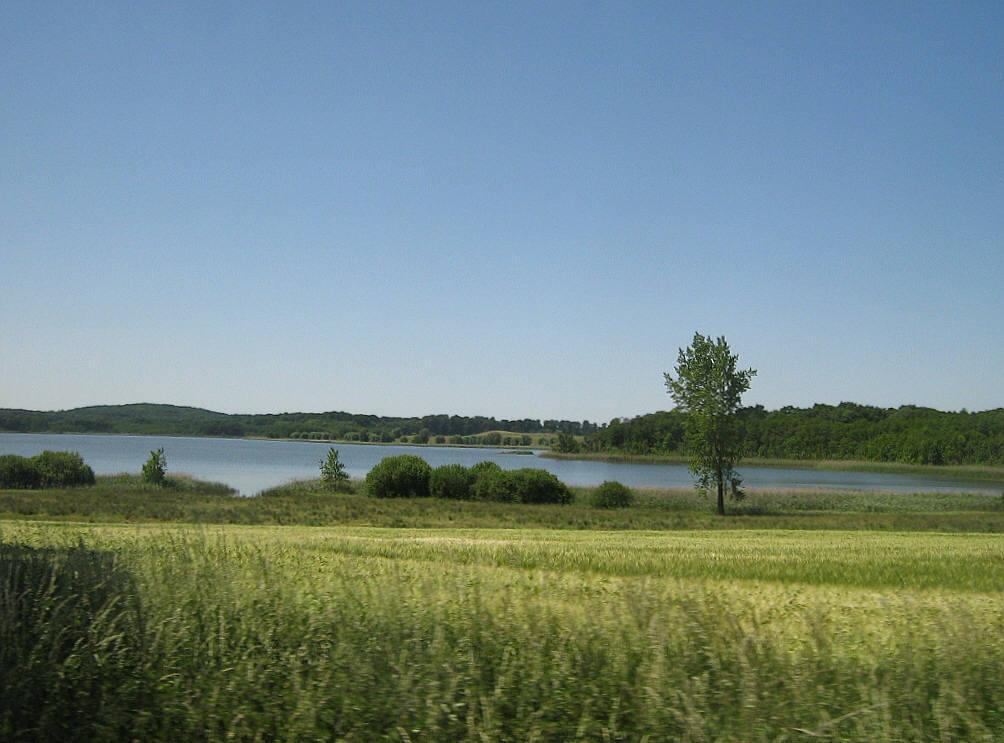